# Nongfu Spring
Nongfu Spring (农夫山泉S, Nóngfū Shānquán;P lett. "Contadino Sorgente") è un'azienda cinese di acqua in bottiglia e bevande con sede nel distretto di Xihu, Hangzhou, nella provincia di Zhejiang. È di proprietà e presieduto dal fondatore Zhong Shanshan.
Come riportato da Reuters, Nongfu Spring ha presentato un'offerta pubblica iniziale alla Borsa di Hong Kong. La società ha raccolto circa $ 1 miliardo valutando la sua IPO a HKD 21,50/azione, nella fascia alta del suo IPOrange.
Come indicato nel suo prospetto, la società ha registrato entrate per 24 miliardi di yuan ($ 3,4 miliardi) nel 2019, rispetto ai 20,47 miliardi di yuan dell'anno precedente. Il prospetto mostra che Nongfu Spring ha registrato un utile di 4,95 miliardi di yuan nel 2019, un aumento del 20,6% rispetto ai 3,61 miliardi di yuan di profitto dell'anno precedente.

## Storia
L'azienda è stata fondata il 26 settembre 1996. Ha lanciato il suo primo prodotto di acqua potabile imbottigliata nel 1997 con acqua proveniente dal lago Zhejiang Thousand-Island Lake; diventatò una società per azioni "Nongfu Spring Co., Ltd" nel 2001.
Grazie alla crescita e alle acquisizioni, Nongfu Spring è diventata il più grande produttore cinese di acqua in bottiglia e uno dei primi tre produttori nel mercato del tè e dei succhi in bottiglia.
Secondo i dati della ricerca Nielsen, l'acqua naturale di Nongfu Springs è diventata nel 2012 l'acqua in bottiglia più popolare in Cina.
Il 10 aprile 2013, il Beijing Times ha accusato la società di non aver intenzionalmente adottato gli standard idrici nazionali cinesi e di aver invece adottato gli standard più bassi della provincia di Zhejiang. In seguito è nata una controversia tra l'azienda e il giornale. Nel novembre 2013, la società ha accusato il Beijing Times di diffamazione e ha anche intentato una causa presso il Tribunale di Pechino contro il giornale, che ha chiesto 60 milioni di yuan ($ 9,85 milioni). Nel 2016, il presidente della società, Zhong Shanshan, ha annunciato una nuova strategia per diversificare la società e globalizzare le operazioni Nongfu Spring fa parte del gruppo di società Yangshengtang, che comprende anche le società farmaceutiche Beijing Wantai e Hainan Yangshengtang Pharmaceuticals.
La sponsorizzazione dei principali sport è diventata una nuova strategia di marketing per Nongfu Spring, e nel 2019 Nongfu Spring ha firmato un accordo biennale con la Federazione internazionale di nuoto (FINA) come partner per i principali eventi della FINA nel 2020 e 2021.
Nongfu Spring ha diversificato il perimetro dei propri prodotti per includere caffè e tè, prodotti a base di frutta, yogurt e riso.
A settembre 2020, Nongfu Spring ha raccolto circa 1 miliardo di dollari USA valutando la sua IPO a HKD 21,50/azione, nella fascia alta del suo range.

## Prodotti
Il primo prodotto confezionato di acqua potabile di Nongfu Spring è stato lanciato nel 1997. L'azienda ha cessato di rimuovere i minerali naturali dalla sua acqua in bottiglia nel 1999 e ha commercializzato i suoi prodotti per l'acqua come acqua naturale.
Nel 2003, ha lanciato la sua gamma di bevande alla frutta con chicchi di frutta Nongfu Orchard.
Nel 2014 l'azienda ha lanciato le sue arance 17,5 °, il primo ingresso nel mercato della frutta e l'ampliamento della sua offerta di prodotti.
Nel 2018, in risposta alla domanda dei consumatori, l'azienda ha ampliato la sua gamma di prodotti per l'acqua naturale includendo un barile usa e getta da 12 litri.
Nel 2019, Nongfu Spring è entrata per la prima volta nel mercato del caffè con la sua gamma di prodotti da caffè TanBing.

## Gallery

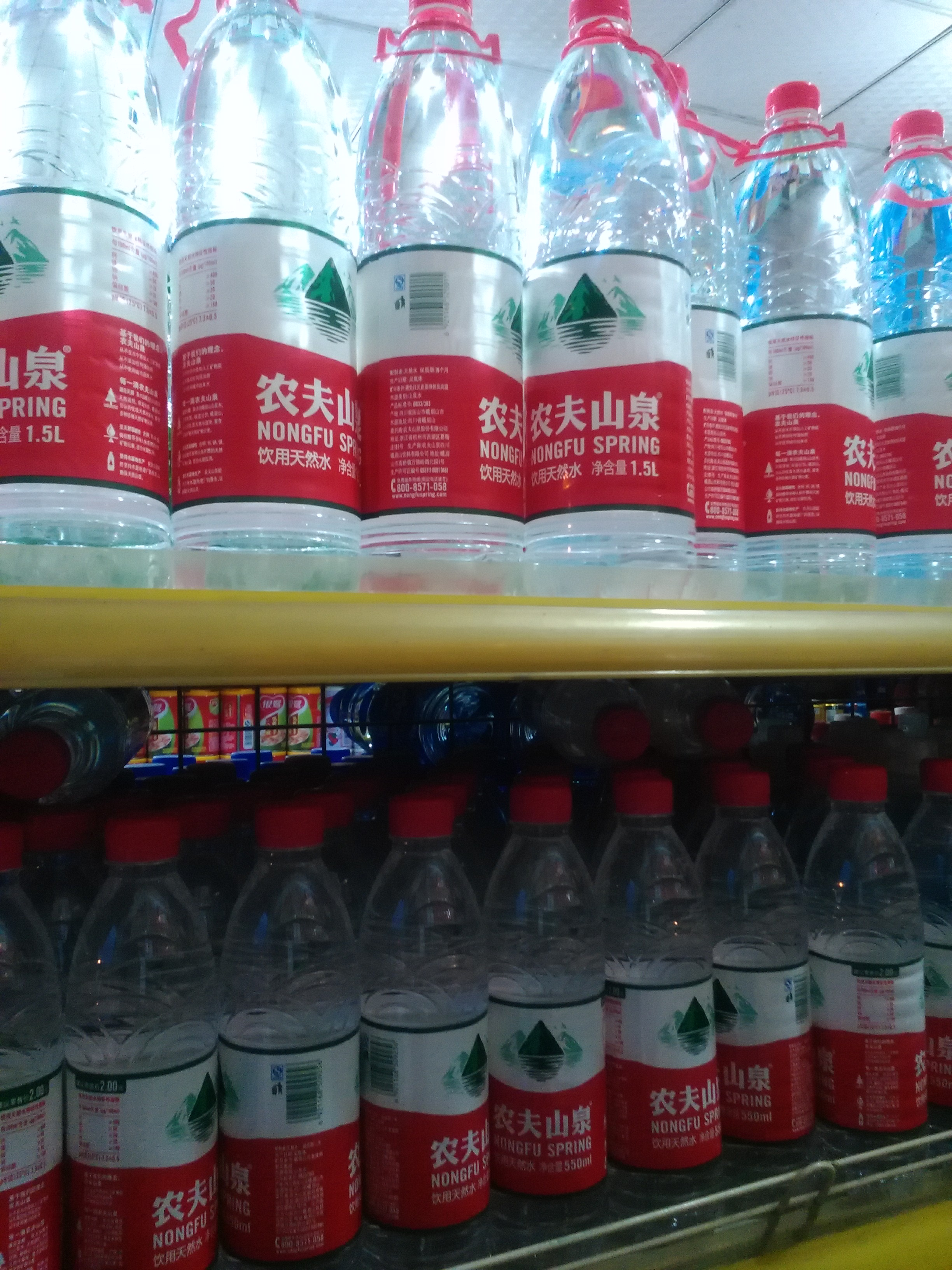
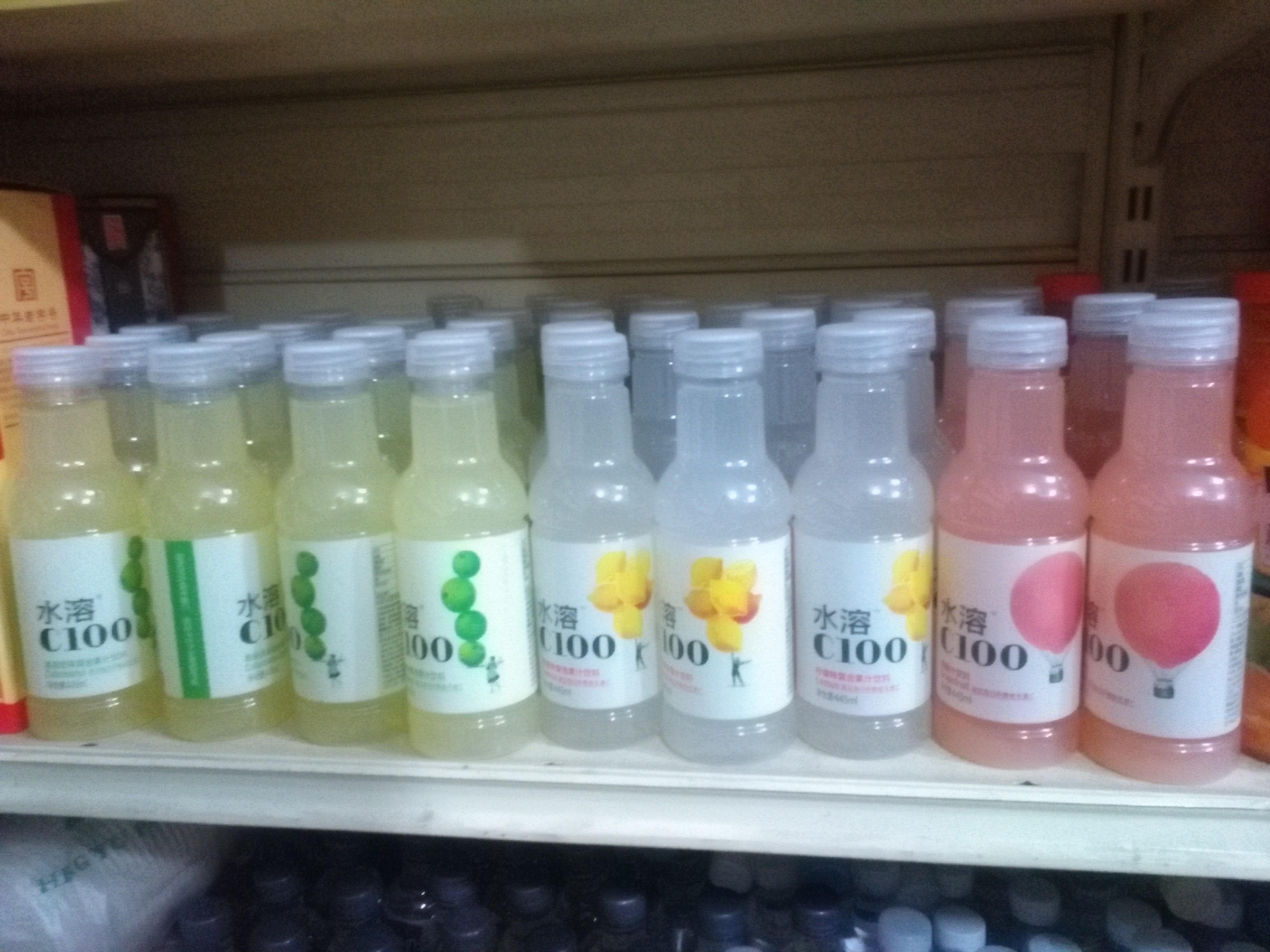
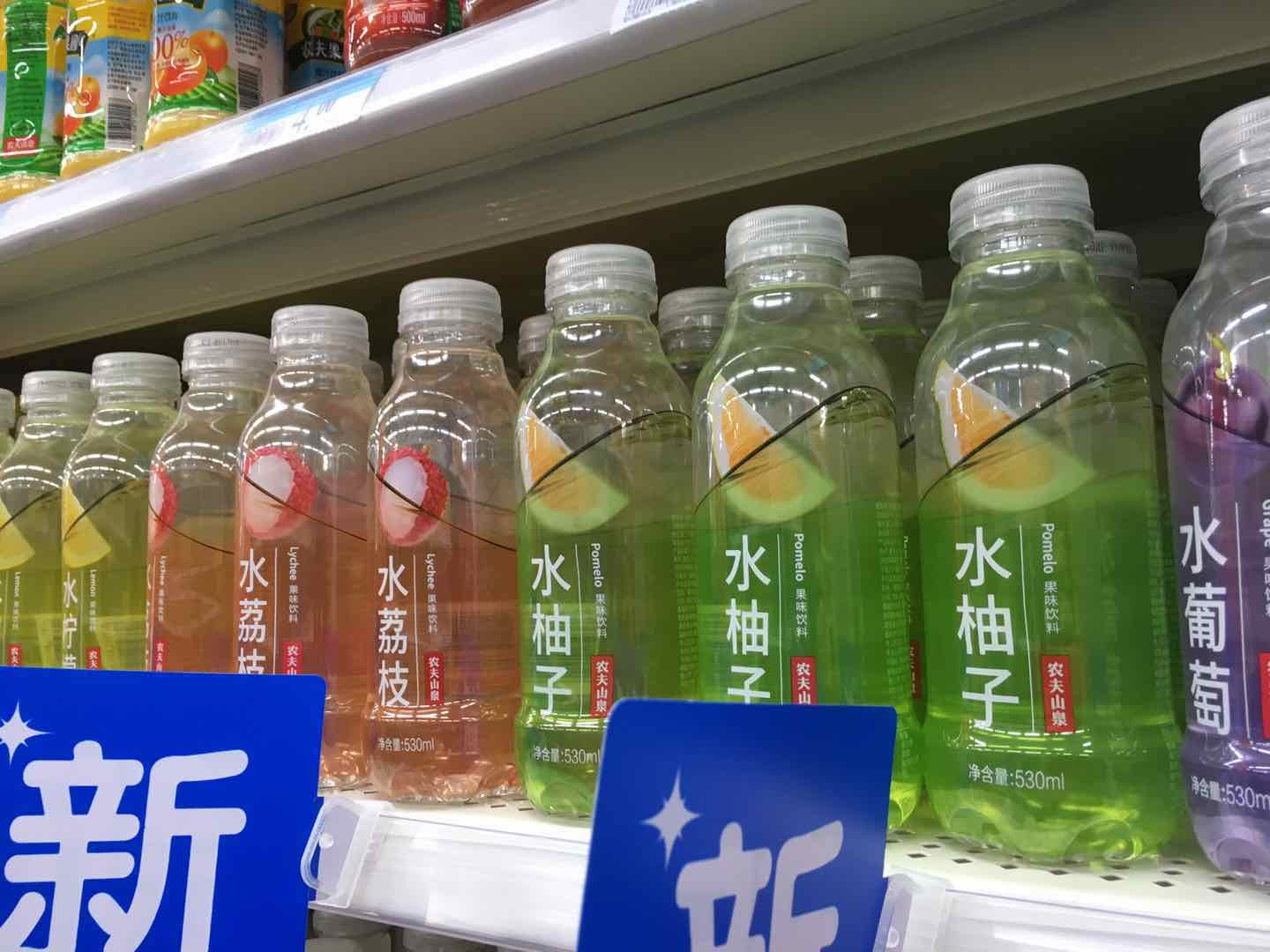